# Aktedrilus triplex
Aktedrilus triplex är en ringmaskart som beskrevs av Erséus 1990. Aktedrilus triplex ingår i släktet Aktedrilus och familjen glattmaskar. Inga underarter finns listade i Catalogue of Life.